# Риголетто (фильм-опера, 1987)
«Риголе́тто» — цветной телефильм-опера советского режиссёра Виктора Окунцова, снятый в 1987 году на студии «Лентелефильм». Экранизация одноимённой оперы Джузеппе Верди, написанной на сюжет пьесы-драмы Виктора Гюго «Король забавляется».

## Сюжет
Телефильм-опера является экранизацией одноимённой оперы Джузеппе Верди, которая была создана по мотивам пьесы-драмы Виктора Гюго «Король забавляется».  Изложение сюжета см. в статье «Риголетто».

## В ролях
| Актёр              | Роль               |
| ------------------ | ------------------ |
| Юрий Мазурок       | Риголетто          |
| Ольга Кондина      | Джильда            |
| Юрий Марусин       | герцог Мантуанский |
| Владимир Панкратов | Спарафучиле        |
| Нина Терентьева    | Маддалена          |
| Александр Морозов  | граф Монтероне     |
| Валерий Лебедь     | Марулло            |
| Евгений Бойцов     | Борса              |
| Григорий Карасев   | граф Чепрано       |
| Евгения Перласова  | Джиованна          |

## В эпизодах и массовых сценах
- В. Архипов, В. Биланин, М. Корзаков, О. Петров, С. Яшмолкина — Придворные шуты
- В эпизодах артисты Ленинградского театра оперы и балета им. Кирова

## Музыканты
- Симфонический оркестр Ленинградской филармонии им. Д.Шостаковича
- Музыкальный руководитель и дирижёр Александр Дмитриев

## Съёмочная группа
- Режиссёр: Виктор Окунцов
- Композитор: Джузеппе Верди
- Сценаристы: Франческо Мария Пьяве по пьесе-драме Виктора Гюго «Король забавляется»
- Оператор:
- Художник-постановщик:
- Художник по костюмам: